# خلق (فصيل سياسي)
خلق (بالفارسية: خلق) هو فصيل من الحزب الديمقراطي الشعبي الأفغاني (PDPA). قادته التاريخيون الفعليون كانوا نور محمد تركي (1967–1979)، وحفيظ الله أمين (1979) وكان أيضًا اسم الصحيفة اليسارية التي تنتجها نفس الحركة. تم تشكيل جناح خلق في عام 1967 بعد انقسام الحزب بسبب الاستياء المرير من فصيل برجم المنافس الذي كان لديه استراتيجية ثورية مختلفة.
كان يتكون بشكل أساسي من البشتون من خلفيات ريفية، وخاصة من منطقة لويه بكتيا في أفغانستان. فضَّل قادتها نهج التنظيم الجماعي ودعوا إلى صراع الطبقات لإطاحة النظام لتحقيق تغييرات سياسية واقتصادية واجتماعية. حكموا جمهورية أفغانستان الديمقراطية التي تشكلت نتيجة لثورة ثور في عام 1978. قام الخلقيون بإجراء إصلاحات جذرية وأجريت حملات قمع وحشية على المعارضة مما حول أفغانستان إلى دولة بوليسية يديرها خاد (وكالة الاستخبارات الأفغانية). شجعت عمليات القمع الخلقية تمرد الأقليات الدينية والعرقية الموجودة في المجتمع الأفغاني، مما دفع المزيد من الناس إلى الانضمام إلى الأحزاب الإسلامية المنفية في باكستان. سيتم إنهاء الحكم الخالقي بعد التدخل العسكري السوفيتي في ديسمبر 1979 الذي أطاح بحفيظ الله أمين.